# Ben Macdui
Der Ben Macdui (gälisch Beinn MacDuibh) ist mit 1.309 m (4.295 ft) Höhe nach dem Ben Nevis der zweithöchste Berg Schottlands und auch Großbritanniens.
Er liegt in der Bergkette der Cairngorms, die sich über den größten Teil des östlichen und zentralen schottischen Hochlandes erstreckt, im Naturschutzgebiet Mar Lodge Estate, das Teil des Cairngorms-Nationalparks ist. Im Nordwesten ist der Carn Etchachan als Vorgipfel vorgelagert. Aufgrund seiner Höhe und Prominenz wird der Ben Macdui als Munro und Marilyn eingestuft.
Der Ben Macdui markiert die Grenze zwischen den Council Areas Moray und Aberdeenshire.

## Geschichte
Lange galt der Ben Macdui als höchster Gipfel Großbritanniens. Erst 1847 bei der ersten genauen Vermessung durch die staatliche Vermessungsgesellschaft Ordnance Survey stellte sich heraus, dass der Ben Nevis höher ist. Vorschläge, auf dem Macdui einen Steinhaufen zu errichten, einen Cairn, damit er weiterhin als höchster Berg gelten könne, wurden nicht ausgeführt, zumal der Cairn höher als 36 Meter sein müsste, um den Ben Nevis zu überragen.
Sein Name bedeutet „Hügel des schwarzen Schweins“. Der Legende nach ist der Ben Macdui die Heimat von Am Fear Liath Mòr („der große graue Mann“), der dem Yeti ähnlich sein soll.